# Leodonta
Leodonta — род чешуекрылых из семейства белянок и подсемейства Pierinae.

## Систематика
В состав рода входят:
- Leodonta dysoni (Doubleday, 1847) — Коста-Рика, Венесуэла, Колумбия, Перу
- Leodonta tagaste (C. & R. Felder, 1859) — Колумбия, Перу
- Leodonta tellane (Hewitson, 1860) — Эквадор, Коста-Рика, Венесуэла, Панама, Колумбия, Перу
- Leodonta zenobia (C. & R. Felder, 1865) — Перу, Колумбия, Венесуэла
- Leodonta zenobina (Hopffer, 1869) — Перу, Эквадор

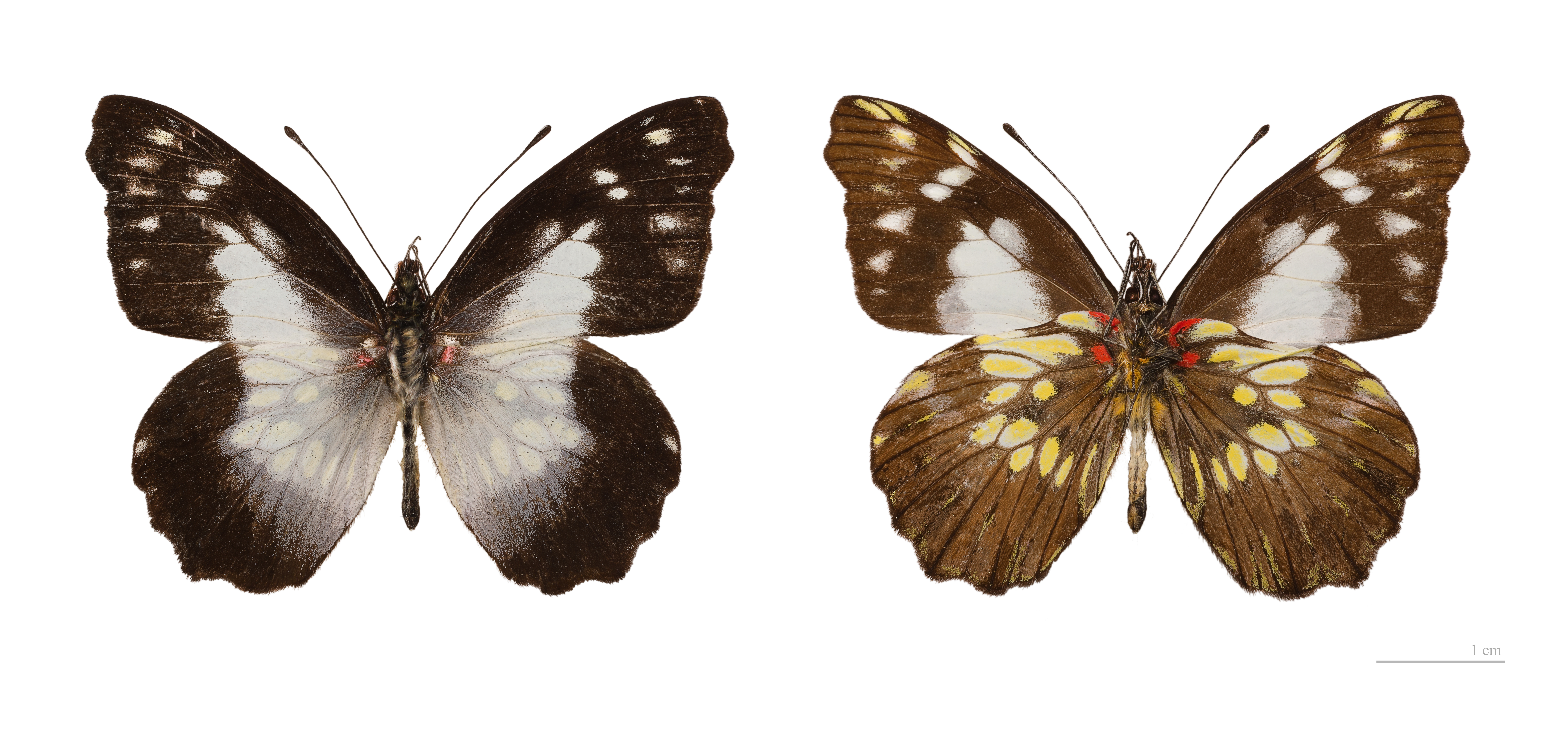
Leodonta tellane chiriquensis